# Liste der Monuments historiques in Olwisheim
Die Liste der Monuments historiques in Olwisheim führt die Monuments historiques in der französischen Gemeinde Olwisheim auf.

## Liste der Objekte
| Bezeichnung                | Beschreibung                                                                                               | Standort                     | Kennzeichnung | Schutzstatus | Datum | Bild           |
| -------------------------- | --- | ---------------------------- | ------------- | ------------ | ----- | -------------- |
| Orgel                      | Windlade und Pfeifen einer 1786 von Georg Hladky für Waltersweier gebauten Orgel in einem Gehäuse von 1878 | in der Simultankirche (Lage) | PM67001067    | Classé       | 1985  | weitere Bilder |
| Instrumentalteil der Orgel | Windlade und Pfeifen einer 1786 von Georg Hladky für Waltersweier gebauten Orgel in einem Gehäuse von 1878 | in der Simultankirche (Lage) | PM67000225    | Classé       | 1985  | weitere Bilder |
| Orgelpositiv               | um 1800 gebaut                                                                                             | in der Mairie (Lage)         | PM67001126    | Inscrit      | 1999  |                |